# Сорокин, Алексей Николаевич
Алексе́й Никола́евич Соро́кин — археолог, доктор исторических наук, ведущий научный сотрудник Отдела сохранения археологического наследия Института археологии РАН (ИА РАН), лауреат премии имени И. Е. Забелина (2003). Автор более 230 научных публикаций, включая 16 монографий.
Кроме научной работы, уделяет большое внимание поэтическому творчеству. Автор семи поэтических сборников: «Тумаки истории» (1999), «Лирик А.» (2002), «Вирус» (2002), «Блоха с Поклонной» (2006), «Анналы» (2010), «ЛетОписи» (2015), «Анналы» (2015) (недоступная ссылка) и многочисленных стихотворений, посвященных коллегам и друзьям.

## Краткая биография
Родился 26 июня 1952 года в городе Подольске Московской области.
В 1969 году окончил среднюю школу № 209 Фрунзенского р-на г. Москвы.
В 1978 году окончил исторический факультет МГУ (кафедра археологии). Учителя: И. К. Цветкова, О. Н. Бадер, Л. В. Грехова, А. А. Формозов.
С 1978 года по настоящее время работает в Институте археологии РАН (ст. лаб. → м.н.с. → с.н.с. → в.н.с.).
В 1989 году защитил кандидатскую диссертацию (тема: «Бутовская мезолитическая культура в Мещерском и Жиздринском полесьях»).
В 2000 году защитил докторскую диссертацию (тема: «Мезолит Жиздринского полесья. Проблема источниковедения мезолита Восточной Европы»).

## Научная и общественная деятельность

### Научные интересы
Мезолитоведение и палеолитоведение Европы, теория и практика источниковедения, критический анализ археологических источников.

### Экспедиционная деятельность
- 1968 г. по настоящее время — центральные регионы России, Крым, Ставрополье.

- 1980—1988 гг. — заместитель начальника Деснинской экспедиции ИА АН СССР и начальник ее Мезолитического отряда;
- 1989 г. по настоящее время — начальник Окской экспедиции ИА РАН.

## Почетные звания и награды
- Лауреат премии Президиума РАН им. И. Е. Забелина (2003)
- Почетные грамоты Президиума РАН (1995 и 2010 гг.)

## Публикации

### Монографии
1. Сорокин А. Н. Рессетинская культура // Археология СССР. Мезолит СССР. М.: Наука, 1989. С. 84-86, 260. (недоступная ссылка)
2. Сорокин А. Н. Бутовская мезолитическая культура. М.: ИА АН СССР, 1990. 248 с. (недоступная ссылка)
3. Сорокин А. Н. Мезолит Жиздринского полесья. Проблема источниковедения мезолита Восточной Европы. М.: Наука, 2002. 251 с. (недоступная ссылка)
4. Николаев В. И., Якумин П., Александровский А. Л., Белинский А. Б., Демкин В. А., Женони Л., Грачева Р. Г., Лонжинелли А., Малышев А. А., Раминьи М., Рысков Я. Г., Сорокин А. Н., Стрижов В. П., Яблонский Л. Т. Среда обитания человека в голоцене по данным изотопно-геохимических и почвенно-археологических исследований (Европейская часть России) / Монография под ред. В. И. Николаева. М.: Триест, 2002. 190 с. (недоступная ссылка)
5. Сорокин А. Н. Мезолитические стоянки низовьев р. Мокши / Редактор – Леонид Б. Вишняцкий // «Stratum plus». №1. 2003-2004. Санкт-Петербург, Кишинев, Одесса, Бухарест. 2005. С. 359–443. [Монография в журнале]
6. Сорокин А. Н. Мезолит Оки. Проблема культурных различий. М.: «ТАУС», 2006. 312 с. (недоступная ссылка)
7. Кашкин А. В., Краснов Ю. А., Массалитина Г. А., Прошкин О. Л., Смирнов А. С., Сорокин А. Н., Фролов А. С. Археологическая карта России. Калужская область. М.: ИА РАН, 2006. 309 с.
8. Сорокин А. Н. Проблемы мезолитоведения. М.: Гриф и К, 2006. 214 с.
9. Сорокин А. Н. Мезолитоведение Поочья. М.: Гриф и К, 2008. 327 с. (недоступная ссылка)
10. Сорокин А. Н., Ошибкина С. В., Трусов А. В. На переломе эпох. М.: Гриф и К, 2009. 388 с. (недоступная ссылка)
11. Сорокин А. Н. Стоянка и могильник Минино 2 в Подмосковье. М.: Гриф и К, 2011. 264 с.
12. Сорокин А. Н. Лепота изБранного. М.: Гриф и К, 2012. 236 с. (недоступная ссылка)
13. Сорокин А. Н. Пролог. М.: ИА РАН, 2013. 144 с. (недоступная ссылка) (ISBN 978-5-94375-151-6)
14. Сорокин А. Н. Стоянка и могильник Минино 2 в Подмосковье: костяной и роговой инвентарь. М.: ИА РАН, 2013. 448 с. (ISBN 978-5-94375-154-7)
15. Сорокин А. Н. Очерки источниковедения каменного века. М.: ИА РАН, 2016. 248 с. (недоступная ссылка)
16. Сорокин А. Н. Стоянка Шагара 4 и мезолит Мещёрской низменности (Материалы охранных археологических исследований. Т. 18) / Отв. ред. А. В. Энговатова. М.: ИА РАН, 2016. 400 с. (недоступная ссылка) (ISBN 978-5-94375-204-9).

### Статьи[2]
- Sorokin A. N. On the problem of influence of Volga-Oka mesolithic to the origine of Kunda culture // L`Europe des derniers chasseurs: epipaleolithique et mesolithique. Actes du 5-e colloque international UISPP, commission XII, Grenoble, 18 — 23 septembre 1995. Edite par Andre Trevenin, sous la direction scientifique de Pierre Bintz. Paris: Editions du CTHS, 1999. P. 425—428.
- Сорокин А. Н. Парадоксы источниковедения мезолита Восточной Европы // Тверской археологический сборник. Тверь. 2000. Вып. 4. Т. 1. С. 37-48.
- Сорокин А. Н. Заболотский торфяник: что сделано, что делать? // Тверской археологический сборник. Тверь. 2000. Вып. 4. Т. 1. С. 131—136.
- Сорокин А. Н. Смешение традиций или традиция смешения? (Часть 1) // РА. № 1. 2004. С. 111—119.
- Сорокин А. Н. Смешение традиций или традиция смешения? (Часть 2) // РА. № 2. 2004. С. 71-78.

- Сорокин А. Н. Диалог о генезисе культуры кунда // РА. № 3. 2004. С. 79-88.
- Сорокин А. Н. Мезолит Оки // Проблемы первобытной археологии Евразии (к 75-летию А. А. Формозова). М. 2004. С. 164—186.
- Сорокин А. Н. Мезолит Волго-Окского бассейна // Проблемы каменного века Русской равнины. М.: Научный мир, 2004. С. 69-91.
- Сорокин А. Н. Еще раз о культурогенезе в мезолите Восточной Европы // Истоки, формирование и развитие евразийской поликультурности. Культуры и общества Северной Азии в историческом прошлом и современности. Иркутск: Изд-во РПЦ «Радиан», 2005. С. 42-43.
- Сорокин А. Н. Диалог о генезисе кундской культуры // Тверской археологический сборник / Отв. редактор — И. Н. Черных. Тверь 2006. Вып. 6. Т. 1. С. 97-115.
- Сорокин А. Н. К проблеме финального палеолита Центральной России // РА. 2006. № 2. С. 91-98.
- Сорокин А. Н. К проблеме финального палеолита Центральной России // РА. 2006. № 4. С. 87-94.
- Грачева Р. Г., Сорокин А. Н., Малясова Е. С., Успенская О. Н., Чичагова О. А., Сулержицкий Л. Д. Культурные слои и погребенные почвы в условиях заболоченных зандровых равнин: возможности и ограничения методов археологических и природных реконструкций // Культурные слои археологических памятников. Теория, методы и практика. Материалы научной конференции / Ред. С. А. Сычева, А. А. Узянов. М.: НИА-Природа. М. 2006. С. 186—211.
- Sorokin A. N. The Final Palaeolithic in Central Russia // Archaeologia Baltica. Klaipeda. 2006. T. 7. P. 120—135.
- Сорокин А. Н. Природная процессы и их роль в культурогенезе // Влияние природной среды на развитие древних сообществ. Материалы научной конференции. Йошкар-Ола. 2007. С. 34-41.
- Сорокин А. Н. Про термин «восточный» и просто, и точно // Северная Евразия в антропогене: человек, палеотехнологии, геоэкология, этнология и антропология. Всероссийская конференция с международным участием, посвященная 100-летию Михаила Михайловича Герасимова. Иркутск. 2007. Том 2. С. 217—221.
- Сорокин А. Н. Еще раз о проблеме культурогенеза в финальном палеолите и мезолите Европы // Каменный век Европейского Севера. Сыктывкар, 2007. С. 22-35.
- Сорокин А. Н. О «восточной» ориентации в археологии // Проблемы археологии каменного века (к юбилею М. Д. Гвоздовер). М.: Дом еврейской книги. 2007. С. 109—118.
- Sorokin A. N. The Final Palaeolithic of Central Russia: Problem and Solution // Studies in the Final Palaeolithic Settlement of the Grate European Plain / Ed. by M. Kobusiewicz & J. Kabacinski. Poznan. 2007. P. 157—173.
- Сорокин А. Н. Исследования стоянки и могильника Минино 2 в Подмосковье // Человек, адаптация, культура / Отв. редактор — А. Н. Сорокин. М.: Гриф и К. 2008. С. 88-103.
- Сорокин А. Н. Заболотский торфяник: находки и проблемы // Археологические открытия 1991—2004 гг. Европейская Россия / Под редакцией чл.-корр. РАН Н. А. Макарова. М.: ИА РАН. 2009. С. 82-94.
- Сорокин А. Н. Пионеры Европейской России (по материалам исследований могильника Минино 2 в 2006—2007 гг.) // Адаптация народов и культур к изменениям природной среды, социальным и техногенным трансформациям / Отв. редакторы А. П. Деревянко, А. Б. Куделин, В. А. Тишков. М.: РОСПЭН. 2010. С. 66-72.
- Vandenberghe, J., Gracheva, R., Sorokin, A. Postglacial floodplain development and Mesolithic-Neolithic occupation in the Russian forest zone // Proceedings of the Geologists’ Association. 2010. Volume 121. Issue 2. P. 229—237.
- Сорокин А. Н. Еще раз о проблеме «постсвидерских» культур Восточной Европы // Человек и древности. Памяти Александра Александровича Формозова. М. 2010. С. 188—202.
- Сорокин А. Н. Финальный палеолит Центральной России: есть ли выход из тупика? // Труды III (XIX) Всероссийского археологического съезда. Великий Новгород — Старая Русса, 2011 г. Санкт-Петербург — Москва — Великий Новгород. 2011. Том 1. С. 91-93.
- Сорокин А. Н. О мезолитической подоснове неолитических индустрий Северной Евразии // Археологические памятники Восточной Европы. Межвузовский сборник научных трудов. Вып. 14. Воронеж. 2011. С. 27-40.
- Сорокин А. Н. Многослойные памятники Русской равнины: состояние и перспективы // Феномен геоархеологической многослойности Байкальской Сибири. 100 лет Байкальской научной археологии: Материалы Всероссийской научной конференции, посвященной 100-летию со дня открытия Б. Э. Петри Улан-Хады / Евразия в кайнозое. Стратиграфия, палеоэкология, культуры. Вып. 1. Иркутск: Изд-во ИГУ. 2012. С. 205—218.
- Сорокин А. Н. Рессетинская культура: информация к размышлению // КСИА. 2013. Вып. 228. С. 160—170.
- Сорокин А. Н. О сырьевых стратегиях и других штампах в археологии // Восточноевропейские древности: сборник научных трудов (Вестник Острогожского историко-художественного музея им. И. Н. Крамского. Вып. 2) / Отв. редактор. Ю. Д. Разуваев. — Воронеж: ИПЦ «Научная книга», 2012. С. 82-92.
- Сорокин А. Н. Сырьевые стратегии в практике палеолита // Известия Иркутского государственного университета. Серия «Геоархеология. Этнология. Антропология». 2014. Т. 7. С. 81-96.
- Сорокин А. Н. К вопросу о специфике костяных и роговых орудий в качестве археологических источников // Известия Иркутского государственного университета. Серия «Геоархеология. Этнология. Антропология». 2014. Т. 7. С. 37-53.
- Сорокин А. Н. Полемика с Г. П. Григорьевым: из истории одной защиты // Каменный век от Атлантики до Пацифики / Замятнинский сборник. Вып. 3. СПб.: МАЭ РАН. 2014. С. 37-46.
- Сорокин А. Н. В который раз о мезолитической подоснове неолитических индустрий Северной Евразии // Вопросы археологии эпохи камня и бронзы в Среднем Поволжье и Волго-Камье / Археология и этнография Марийского края / Отв. ред. Т. Б. Никитина. Вып. 31. Йошкар-Ола: Маар НИИЯЛИ. 2015. С. 29-49.
- Gracheva R., Vandenberghe J., Sorokin A., Malyasova E., Uspenskaya O. Mesolithic-Neolithic settlements Minino 2 and Zamostye 5 in their geo-environmental setting (Upper Volga Lowland, Central Russia) // Quaternary International. # 370. 2015. 29-39 www.elsevier.com/locate/quaint / http://dx.doi.org/10.1016/j.quaint.2015.02.001.
- Сорокин А. Н., Хамакава М. Геоархеологические объекты Заболотского торфяника на территории Европейской России // Известия Иркутского госуниверситета. Серия «Геоархеология. Этнология. Антропология». 2014. Том 10. С. 50-93.
- Сорокин А. Н. О костяных и роговых изделиях участков 3 и 4 Минино 2 в Подмосковье // Известия Иркутского госуниверситета. Серия «Геоархеология. Этнология. Антропология». 2014. Том 10. С. 110—146.
- Сорокин А. Н. Отложенные инновации или несостоявшиеся изобретения? // Известия Иркутского госуниверситета. Серия «Геоархеология. Этнология. Антропология». 2015. Том 13. С. 3-13.
- Сорокин А. Н. Пургасовская культура: к 30-летию изучения // КСИА. Вып. 239. М.: Языки славянской культуры, 2016. С. 301—325.
- Сорокин А. Н., Хамакава М. Жилища стоянки Шагара 4 // КСИА. Вып. 241. М.: Языки славянской культуры, 2016. С. 42-59.
- Сорокин А. Н. К вопросу о специфике дюнных и болотных геоархеологических объектов в качестве источников // Известия Иркутского государственного университета. Серия «Геоархеология. Этнология. Антропология». 2016. Том 17. С. 21-37.
- Сорокин А. Н. Некоторые результаты изучения геоархеологических объектов Заболотского торфяника (Московская область, Россия) // Пути эволюционной географии: Материалы Всероссийской научной конференции, посвящённой памяти профессора А. А. Величко (Москва, 23-25 ноября 2016 г.). — М.: Институт географии РАН, 2016. — 784 с. С. 716—721. Сайт конференции: http://velichko2016.wixsite.com/conference
- Сорокин А. Н. К вопросу о различиях дюнных стоянок и болотных поселений // КСИА. Вып. 245. С. 25-32.

### Отв. редактор / составитель сб. статей
- Ошибкина С. В. Мезолит Восточного Прионежья. Культура веретье / Отв. редактор — А. Н. Сорокин. М.: ИА РАН, 2006. 322 с.
- Волокитин А. В. Мезолитические стоянки Парч 1 и Парч 2 на Вычегде / Отв. редактор — А. Н. Сорокин. Сыктывкар: Коми научный центр УрО РАН, 2006. 126 с.
- Человек, адаптация, культура / Отв. редактор — А. Н. Сорокин. М.: Гриф и К. 2008. 476 с.
- Человек и древности. Памяти Александра Александровича Формозова (1928—2009) / Отв. редакторы — И. С. Каменецкий, А. Н. Сорокин. М. 2010. 918 с.
- Федюнин И. В. Стоянка Плаутино 2 и её место в мезолите бассейна Дона / Отв. редактор — А. Н. Сорокин. Воронеж: Воронежский госпедуниверситет, 2012. 136 с.

### Публикации об А. Н. Сорокине
- Первобытные древности Евразии: К 60-летию Алексея Николаевича Сорокина. М.: Гриф и К, 2012. 832 с.
- Сорокин Алексей Николаевич // Рязанская энциклопедия. Рязань, 2004.